# Ducha de los Alemanes
La Ducha de los Alemanes es una cascada situada en la zona central de la Sierra de Guadarrama (sierra perteneciente al Sistema Central), concretamente en el Valle de la Fuenfría, en la vertiente sureste de la sierra. Administrativamente están dentro del término municipal de Cercedilla, en el noroeste de la Comunidad de Madrid (España).

## Descripción
Esta cascada constituye un salto de agua de dos metros que sufre el arroyo de la Navazuela, uno de los constituyentes del río Guadarrama. Esta pequeña pero interesante cascada debe su nombre a las duchas que se daban en ella los primeros montañeros de la sierra -varios de ellos de origen alemán- a principios del siglo XX. Antiguamente se le llamaba "chorro del Árbol Viejo", por un viejo tejo que sigue creciendo junto a ella. Esta cascada está dentro de un frondoso bosque de pino silvestre. A este salto de agua se llega por la calzada romana de la Fuenfría después de caminar durante 45 minutos habiendo salido del área recreativa de las Dehesas de Cercedilla.